# Florentino Ameghino taxonjai

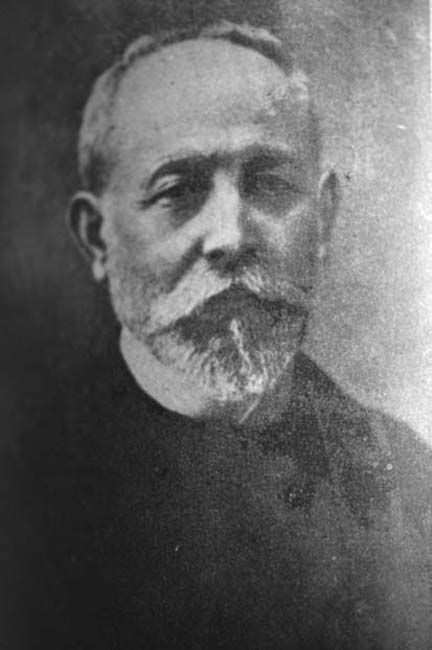
Florentino Ameghino

Ezen a listán azok a taxon nevek szerepelnek, amelyeket Florentino Ameghino (1853 – 1911) alkotott. Azok a taxon nevek, amelyek nincsenek belinkelve, manapság csak szinonimaként használtak (az alábbi lista nem teljes):

## Emlősök

### Erszényesek
- cickányoposszum-alakúak (Paucituberculata) Ameghino, 1894
- törpeoposszum-alakúak (Microbiotheria) Ameghino, 1889
- törpeoposszum-félék (Microbiotheriidae) Ameghino, 1887
- bandikutalakúak (Peramelemorphia) Ameghino, 1889

### Sparassodonta
- Sparassodonta Ameghino, 1894
- Borhyaena Ameghino, 1887

### Rágcsálók

#### Sülalkatúak
- Microcavia H. Gervais & Ameghino, 1880
- Hydrochoeris irroratus F. Ameghino, 1889 - vízidisznó
- Phoberomys burmeisteri (Ameghino, 1886)
- Viacacidae Ameghino, 1904 - csincsillafélék
- nutriafélék (Myocastoridae) Ameghino, 1904
- Aconaemys Ameghino, 1891
- Tympanoctomys cordubensis (Ameghino, 1889)

#### Egéralkatúak
- Hesperomyidae Ameghino, 1889 - betűfogúformák
- Necromys Ameghino, 1889
- Necromys conifer Ameghino, 1889 - Necromys benefactus
- Holochilus multannus Ameghino, 1889 - Holochilus sciureus
- Bothriomys Ameghino, 1889 - Graomys
- Proreithrodon Ameghino, 1889 - Reithrodon
- Ptyssophorus Ameghino, 1889
- Tretomys Ameghino, 1889 - Reithrodon
- Reithrodon spegazzinii (Ameghino, 1889) - Reithrodon auritus
- Rattus fossilis (Ameghino, 1889) - vándorpatkány

### Párosujjú patások

#### Szarvasfélék
- Antifer Ameghino, 1889
- Antifer ensenadensis (Ameghino, 1889)[2]
- Antifer ultra (Ameghino, 1889)[3]
- Ozotoceros Ameghino, 1891

#### Pekarifélék
- Catagonus Ameghino, 1904

#### Cetek
- Diaphorocetus Ameghino, 1894[4]
- Diochotichus Ameghino, 1894 - Notocetus
- Diochoticus Ameghino, 1894 - Notocetus

#### Tevefélék
- Eulamaops Ameghino, 1889
- Eulamaops paralellus (Ameghino, 1884)
- Auchenia parallela Ameghino, 1884 - Eulamaops paralellus
- Hemiauchenia Gervais & Ameghino, 1880
- Hemiauchenia paradoxa (Gervais & Ameghino, 1880)
- Palaeolama paradoxa (Gervais & Ameghino, 1880)
- Palaeolama (Hemiauchenia) paradoxa (Gervais & Ameghino, 1880) - Hemiauchenia paradoxa
- Neoauchenia Ameghino, 1891 - Lama
- Lama glama cordubensis (Ameghino, 1889) - láma
- Lama glama ensenadensis (Ameghino, 1889)
- Lama glama lujanensis (Ameghino, 1889) - láma
- Palaeolama leptognatha Ameghino - talán a Palaeolama major szinonimája
- Palaeolama mesolithica H. Gervais & Ameghino[5]
- Vicugna frontosa (H. Gervais & Ameghino, 1880) - vikunya
- Vicugna gracilis (H. Gervais & Ameghino, 1880)
- Vicugna pristina (Amhegino, 1891) - vikunya

### Ragadozók
- Canis nehringi Ameghino, 1902 - óriásfarkas[6]
- Canis isodactylus Ameghino, 1906 - sörényes farkas
- Chapalmalania Ameghino, 1908
- Cyonasua Ameghino, 1885[7]
- Panthera onca palustris Ameghino, 1888
- Panthera onca antiqua (Ameghino, 1889)
- Panthera onca fossilis (Ameghino, 1889)
- Panthera onca proplatensis (Ameghino, 1904) - Panthera onca palustris

### Tobzoskák
- Galliaetatus Ameghino, 1905 - Necromanis
- Teutomanis Ameghino, 1905 - meglehet, hogy szinonima
- Teutomanis quercyi Ameghino, 1905
- Argyromanis patagonica Ameghino, 1904 - meglehet, hogy nem tobzoska
- Orthoarthrus mixtus Ameghino, 1904 - meglehet, hogy nem tobzoska

### Meridiungulata
- Litopterna Ameghino, 1889
- Pyrotheria Ameghino, 1895

#### Astrapotheria
- Astrapotheriidae Ameghino, 1887
- Albertogaudrya Ameghino, 1901
- Astraponotus Ameghino, 1901
- Astrapothericulus Ameghino, 1901
- Astrapodon Ameghino, 1891
- Liarthrus Ameghino, 1897
- Parastrapotherium Ameghino, 1895
- Trigonostylopidae Ameghino, 1901
- Trigonostylops Ameghino, 1897
- Trigonostylops wortmani Ameghino, 1897

#### Notoungulata
- Henricosborniidae Ameghino, 1901
- Notostylopidae Ameghino, 1897
- Notostylops Ameghino, 1897
- Anastylops Ameghino, 1897
- Catastylops Ameghino, 1901
- Entelostylops Ameghino, 1901
- Eostylops Ameghino, 1901
- Isostylops Ameghino, 1902
- Pliostylops Ameghino, 1901 - Notostylops
- Notostylops murinus Ameghino, 1897
- Notostylops appressus (Ameghino, 1902)
- Notostylops pendens (Ameghino, 1901)
- Isotemnidae Ameghino, 1897
- Thomashuxleya Ameghino, 1901
- Thomashuxleya rostrata Ameghino, 1901
- Thomashuxleya externa Ameghino, 1901
- Leontiniidae Ameghino, 1895
- Leontinia Ameghino, 1895
- Leontinia gaudryi Ameghino, 1895
- Leontinia garzoni Ameghino, 1895
- Notohippidae Ameghino, 1894
- Rhynchippus Ameghino, 1897
- Trigodon Ameghino, 1887
- Adinotherium Ameghino, 1887
- Phobereotherium Ameghino, 1887
- Noadinotherium Ameghino, 1907 - Adinotherium
- Lithops Ameghino, 1887 - Nesodon
- Adelphotherium Ameghino, 1887
- Gronotherium Ameghino, 1887
- Atryptherium Ameghino, 1887
- Rhadinotherium Ameghino, 1887
- Protoxodon Ameghino, 1887
- Acrotherium Ameghino, 1891
- Palaeolithops Ameghino, 1891
- Xotoprodon Ameghino, 1891 - Nesodon
- Archaeopithecidae Ameghino, 1897
- Interatheriidae Ameghino, 1887
- Interatherium Ameghino, 1887
- Protypotherium Ameghino, 1882
- Archaeohyracidae Ameghino, 1897
- Hegetotheriidae Ameghino, 1894
- Pachyrukhos Ameghino, 1885

### Páncélos vendégízületesek
- Zaedyus (Ameghino, 1889) - a törpe tatu neme
- Lysiurus Ameghino, 1891 - Cabassous

### Szőrös vendégízületesek
- kétujjú lajhárfélék (Megalonychidae) Ameghino, 1889
- Essonodontherium Ameghino, 1884 - Megatherium
- Hebetotherium Ameghino, 1895 - Megatherium

## Madarak

### Kígyászdarualakúak
- Phorusrhacoidea Ameghino, 1889
- gyilokmadarak (Phorusrhacidae) Ameghino, 1889[8]
- Pelecyornidae Ameghino, 1891 - gyilokmadarak
- Physornis Ameghino, 1895
- Aucornis Ameghino 1898 - Physornis
- Physornis fortis Ameghino, 1894
- Phorusrhacos Ameghino, 1887
- Phorusrhacos longissimus Ameghino, 1887

### Pingvinalakúak
- Neculus Ameghino, 1905 - Palaeospheniscus
- Paraspheniscus Ameghino, 1905
- Perispheniscus Ameghino, 1905
- Pseudospheniscus Ameghino, 1905 - Palaeospheniscus
- Palaeospheniscus bergii Ameghino, 1891 - Palaeospheniscus bergi
- Paraspheniscus bergi Ameghino, 1905
- Palaeospheniscus planus Ameghino, 1905
- Palaeospheniscus rothi Ameghino, 1905
- Pseudospheniscus interplanus Ameghino, 1905
- Pseudospheniscus planus Ameghino, 1905
- Pseudospheniscus concavus Ameghino, 1905
- Pseudospheniscus convexus Ameghino, 1905 - Palaeospheniscus bergi
- Palaeospheniscus interruptus Ameghino, 1905 - Palaeospheniscus patagonicus
- Palaeospheniscus intermedius Ameghino, 1905
- Palaeospheniscus affinis Ameghino, 1905 - Palaeospheniscus patagonicus
- Palaeospheniscus gracilis Ameghino, 1899 - talán ez is szinonima
- Palaeospheniscus nereius Ameghino, 1901
- Neculus rothi Ameghino, 1905
- Paraspheniscus nereius Ameghino, 1905
- Palaeospheniscus medianus Ameghino, 1905 - Palaeospheniscus gracilis
- Palaeospheniscus wimani (Ameghino, 1905) - talán ez is szinonima
- Perispheniscus wimani Ameghino, 1905 - Palaeospheniscus wimani
- Arthrodytes Ameghino, 1905
- Arthrodytes grandis Ameghino, 1901
- Arthrodytes andrewsi Ameghino, 1901
- Paraptenodytes andrewsi Ameghino, 1901 - Arthrodytes grandis
- Paraptenodytes Ameghino, 1891
- Metancylornis Ameghino, 1905
- Isotremornis Ameghino, 1905
- Treleudytes Ameghino, 1905 - Paraptenodytes
- Paraptenodytes antarcticus Ameghino, 1891
- Paraptenodytes robustus (Ameghino, 1895)
- Palaeospheniscus robustus Ameghino, 1895
- Paraptenodytes curtus Ameghino, 1901
- Paraptenodytes grandis Ameghino, 1901
- Arthrodytes grandis Ameghino, 1905
- Metancylornis curtus Ameghino, 1905
- Treleudytes crassa Ameghino, 1905 - Paraptenodytes robustus
- Isotremornis nordenskjöldi (partim) Ameghino, 1905 - Paraptenodytes brodkorbi nagy valószínűséggel ez a taxon is a P. robustus szinonimája
- Cruschedula Ameghino, 1899 - még nincs rendbe sorolva
- Cruschedula revola Ameghino, 1899

## Porcos halak
- Notidanus atrox Ameghino, 1899